# 脇坂氏
脇坂氏（わきざかし/わきさかし）は、武家・華族だった日本の氏族。祖の脇坂安治は豊臣秀吉に仕えて賤ケ岳七本槍の一人として名を挙げて大名へ出世した。
関ヶ原の戦いでは西軍に属したが、小早川家とともに東軍への寝返り工作に応じ、大谷吉継（西軍）も予期したがその軍勢ではこの大軍を防げず、一日にして東軍の勝利へ繋がった。
江戸時代にも播磨竜野藩主家として続き、維新後には子爵家に列する。

## 概要
脇坂氏が史上に現れるのは脇坂安明の子・安治の代からであり、藤原姓を称していたものの、安明以前の系譜は明確ではない。『寛永諸家系図伝』の編集にあたっては、安明から系図を書き起こし「北南それとも知らずこの糸のゆかりばかりの末の藤原」という和歌を添えたという逸話がある。これは『寛政重修諸家譜』でも踏襲されている。家紋は輪違い、通字は「安」。
『野史』では、浅井秀政の三男・生秀の孫・教政が、九条家の所領近江国浅井郡脇坂庄の下司となったのが脇坂氏の祖で、その5代後が安明であるという。
安治は織田・豊臣に歴仕し、賤ヶ岳の七本槍として名を揚げた。その後淡路国洲本藩に3万石を与えられ、水軍の大将となった。関ヶ原の戦いでは当初西軍に属したが、家康から本領安堵を受けて小早川秀秋とともに東軍に寝返って大谷吉継隊を攻撃した。これにより慶長9年（1609年）に伊予国大洲藩5万3,000石に加増転封となり、元和3年（1617年）には信濃国飯田藩5万5,000石（後に分知で5万3,000石）へ移封された。
2代当主・安元が老中堀田正盛から養嗣子・安政を迎えたことで、願譜代待遇が許された。安政の代の寛文12年（1672年）に播磨国龍野藩5万3,000石（後に分知で5万1,089石）と移封され、以後定着した。4代当主脇坂安照は播磨赤穂藩浅野家の改易の折に赤穂城収城使を務めており、忠臣蔵で著名な人物である。10代当主安董は寺社奉行や老中になっており、その子である安宅も京都所司代、寺社奉行、老中を務めている。
最後の龍野藩主脇坂安斐（安宅の養子、藤堂高猷の子）は、明治2年（1869年）に版籍奉還で知藩事に転じるとともに華族に列し、1871年（明治4年）の廃藩置県まで知藩事を務めた。明治17年（1884年）7月8日に旧小藩知事として子爵に列する。
3代子爵脇坂安之は龍野菊一醤油会社の重役を務めていた。
廃藩置県直後に華族は東京在住が義務付けられ、その後その義務が解除された後も華族の多くは東京で暮らし続けたが、脇坂家は兵庫県龍野で暮らした。東京在住でない珍しい華族だった。

## 歴代当主
1. 脇坂安治
2. 脇坂安元
3. 脇坂安政
4. 脇坂安照
5. 脇坂安清
6. 脇坂安興
7. 脇坂安弘
8. 脇坂安実
9. 脇坂安親
10. 脇坂安董
11. 脇坂安宅
12. 脇坂安斐
13. 脇坂安煕
14. 脇坂安之
15. 脇坂研之
16. 脇坂安知（2007年 - 現在）

## 系図
凡例：∥=養親子
```
　
安明

　 ┣━━┓
　
安治
　
安景

　 ┣━━┳━━┓
　
安忠
　
安元
　
安信

　 ┏━━╋━━┓ 
堀田正盛

　 ∥　　∥　　∥　　┣━━┓
　
安経
　
安利
　
安政
←安政　
正信

　 　　　┏━━┫　　　　　┃
　　　　
安村
　
安照
　　　　
正休

　 ┏━━┳━━┫　　　　　┃
　
安清
　
安利
　
照武
　　　　
正朝

　 ┣━━┓　　　　　　　　┃
　
安貞
　
安興
　　　　　　　
正陳

　 ┏━━┫　　　　　　　　┃
　
安弘
　
安実
　　　　　　　安親(*)
　　　　 ∥
　　　　
安親
(*)
　 ┏━━┫
　
安董
　
安教

　 ┃
　
安宅

　 ∥
　
安斐
```